# Medicina (Itàlia)
Medicina (en dialecte bolonyès: Midgénna o Migìna) és un comune (municipi) de la Ciutat metropolitana de Bolonya (antiga província de Bolonya), a la regió italiana d'Emília-Romanya, amb una població de 16.768 habitants l'1 de gener de 2018.

## Ciutats agermanades
Medicina està agermanat amb:
- Škofja Loka, Eslovènia
- Romilly-sur-Seine, França